# Karen Lynn Gorney
Karen Lynn Gorney (Beverly Hills, 28 januari 1945) is een Amerikaanse actrice, danseres en zangeres.

## Biografie
Gorney heeft gestudeerd aan de Carnegie Mellon University in Pittsburgh en de Brandeis University in Waltham (Massachusetts).
Gorney begon in 1962 met acteren in de film David and Lisa. Hierna heeft zij nog meerdere rollen gespeeld in films en televisieseries zoals Saturday Night Fever (1977) en Men in Black (1997).
Gorney heeft als zangeres drie muziekalbums uitgebracht: Used to Love You Madley, Hot Moonlight! en The Dance of the Deadly's. zij heeft diverse keren opgetreden in verschillende jazzcafés. In de jaren zeventig was zij de zangeres van de jazz band Wendigo die in het hele land optredens hebben gegeven.
Gorney is in 1995 getrouwd.

## Filmografe

### Films
Uitgezonderd korte films.
- 2022 Somewhere in Queens - als vrouw
- 2021 Clifford the Big Red Dog - als mrs. McKinley
- 2020 First One In - als Tess
- 2019 Tarab - als Sylvie
- 2018 Empathy, Inc. - als miss Miriam
- 2016 H.O.M.E. - als Lynnie
- 2015 From Geek to Guido - als rechter
- 2014 Late Phases - als Delores
- 2010 100 Years of Evil – als Ann Richmond
- 2010 The Imperialists Are Still Alive! – als Elizabeth
- 2010 Bronx Paradise – als Lucy
- 2008 Dear J – als de rechter
- 2007 Therapy – als Eve
- 2006 Creating Karma – als Chanel Fontaine
- 2006 A Crime – als verkoopster
- 2005 Searching for Bobby D – als Sophie Argano
- 1999 Final Rinse – als Mevr. Parnell
- 1999 Cradle Will Rock – als danseres
- 1997 Men in Black – als omroepster
- 1996 Ripe – als Janet Wyman
- 1991 The Hard Way – als vrouw in de metro
- 1977 Saturday Night Fever – als Stephanie
- 1975 The Secret Night Caller – als Mary
- 1970 The Magic Garden of Stanley Sweetheart – als Alicia
- 1962 David and Lisa – als Josette

### Televisieseries
Uitgezonderd eenmalige gastrollen.
- 1970-1976 All My Children - als Tara Martin - 9 afl.

### Computerspel
- 2008 Saturday Night Fever – als Stephanie

- Biblioteca Nacional de España: XX1028219
- Bibliothèque nationale de France: cb14029729z (data)
- Gemeinsame Normdatei: 1293023043
- International Standard Name Identifier: 0000 0001 0899 4028
- Library of Congress Control Number: n97840001
- Nationale Bibliotheek van Tsjechië: xx0214844
- Nationale Bibliotheek van Israël: 987007374670505171
- Système universitaire de documentation: 151227489
- Virtual International Authority File: 49422481